# ساچمه‌زنی

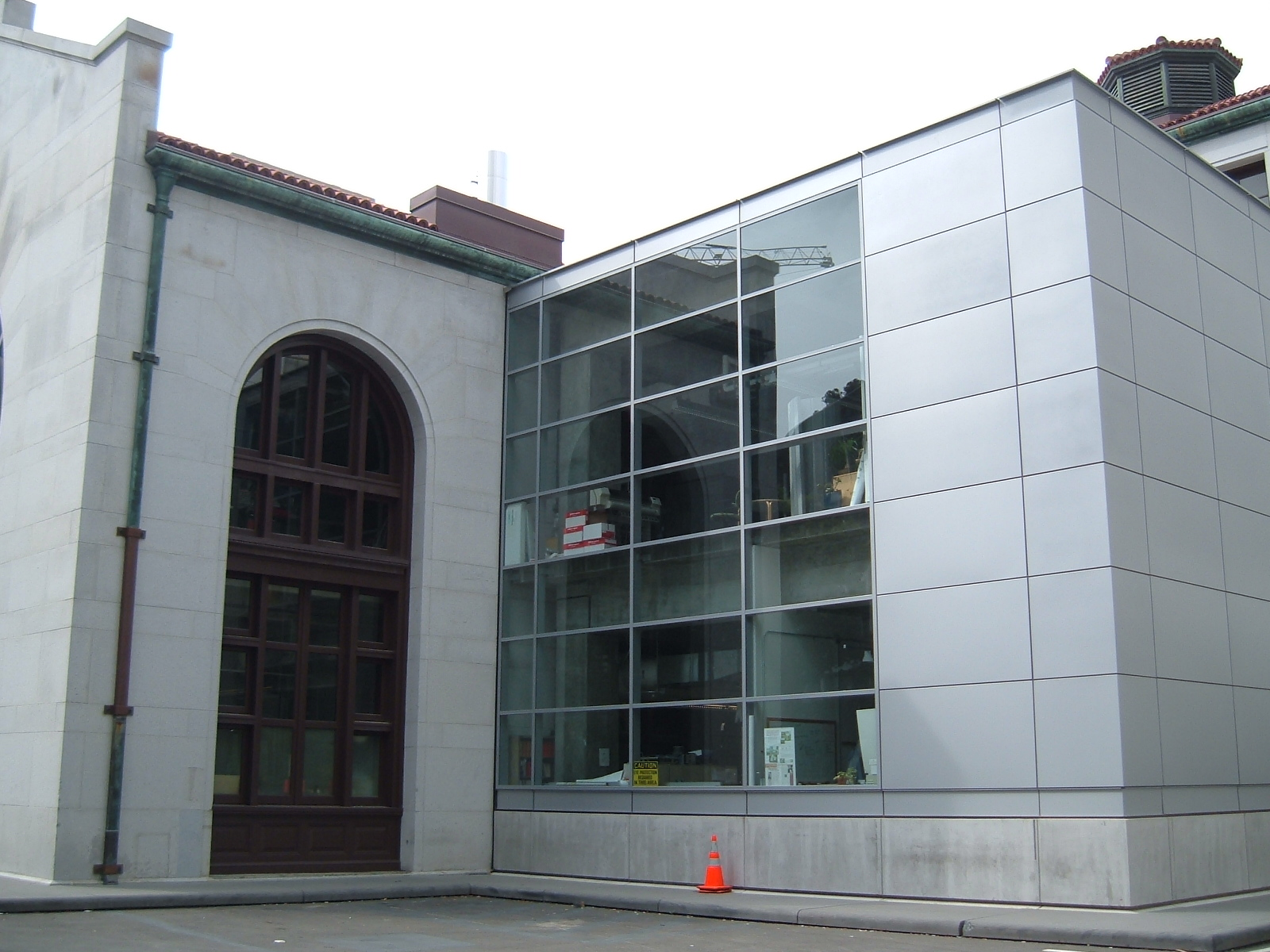
ساختمان معدن کاری هرست که در سمت راست پوشیده از سنگ و ادامه آن در سمت چپ پوشیده از آلیاژ آاومینیومی ساچمه خورده است

ساچمه زنی ― یک فرایند کار سرد است که لایه‌هایی با تنش پسماند فشاری تولید می‌کند و موجب اصلاح ویژگی‌های مکانیکی می‌شود. این فرایند شامل ضربه زدن به صفحه با ساچمه (فلز کروی، شیشه، یا ذرات سرامیکی) با نیروی موردنیاز برای ایجاد تغییر شکل پلاستیک است.
در ماشین کاری، ساچمه زنی برای ایجاد استحکام و رها کردن تنش در اجزایی مانند کرنک شفت خودرو و میله‌های اتصال و در معماری برای پرداخت مات فلزات استفاده می‌شود.
ساچمه زنی از لحاظ مکانیکی به ساب پاشی شبیه است، اگرچه هدف آن حذف مواد نیست. به‌طور دقیق تر این فرایند از مکانیزم پلاستیسیته که در آن هر ذره مانند چکش عمل می‌کند، بهره می‌جوید.

## جزئیات
ساچمه زنی یک سطح موجب افزایش انعطاف‌پذیری می‌شود که در نتیجه ویژگی مکانیکی سطح را تغییر می‌دهد. کاربرد اصلی آن جلوگیری از انتشار میکرو ترک‌ها در سطح است. با قرار دادن یک قطعه تحت تنش فشاری، ساچمه زنی موجب جلوگیری از انتشار این گونه ترک‌ها می‌شود.
ساچمه زنی اغلب در فرایند تعمیر هواپیما، برای رها کردن تنش‌های کششی انباشته شده هنگام براده برداری و جایگزینی آن با تنش‌های فشاری مفید استفاده می‌شود.
با توجه به هندسه قطعه، جنس قطعه، جنس قطعه، کیفیت قطعه، شدت ساچمه زنی، میزان پوشش ساچمه، ساچمه زنی می‌تواند موجب افزایش عمر خستگی قطعه تا ۱۰۰۰٪ شود. تغییر شکل پلاستیک موجب تنش فشاری پسماند در سطح ساچمه خورده و تنش کششی در لایه‌های درونی می‌شود.
تنش فشاری سطح با خستگی فلز مقابله می‌کند و شکلی از تنش خوردگی را تشکیل می‌دهد. تنش‌های کششی در عمق قطعه به اندازه تنش‌های کششی در سطح مشکل‌زا نیستند. به این دلیل که احتمال شروع شدن ترک در لایه‌های درونی کمتر است.
شدت، پارامتر کلیدی در فرایند ساچمه زنی است. بعد از تکمیل حدودی فرایند یک مقایسه لازم است تا تأثیر ساچمه زنی اندازه‌گیری شود. جان آلمن مشاهده کرد که سطحی از ورقه فلزی که در معرض ساچمه زنی بوده‌است، شروع به خم و منبسط شدن کرده‌است. او نوار آلمن را برای اندازه‌گیری تنش‌های فشاری ایجاد شده در نوار در اثر ساچمه زنی، ابداع کرد. شدت جریان ضربه را می‌توان با اندازه‌گیری مقدار تغییر شکل در نوار آلمن به دست آورد. هنگامی ک نوار ۱۰٪ تغییر شکل می‌دهد، نوار آلمن با همان شدت در زمانی برابر با دو برابر مقدار قبلی تحت ضربه قرار گرفته‌است. اگر نوار ۱۰٪دیگر نیز تغییر شکل دهد، شدت جریان ضربه به دست می‌آید.
روشی دیگر برای اندازه‌گیری شدت فرایند ساچمه زنی، استفاده از دایره آلمن توسعه یافته توسط آر. بوسشارد می‌باشد.
پوشش، درصد سطحی که یک بار یا بیشتر تحت ضربه قرار گرفته‌است، به دگرگونی ایجاد شده در اثر زاویه شلیک ساچمه نسبت به سطح قطعه، نسبت داده می‌شود. جریان پرتاب، مخروطی شکل است در نتیجه ساچمه‌ها در زاویه‌های متفاوت به سطح برخورد می‌کنند. انجام عملیات بر روی سطح با مجموعه ای از مسیرهای هم پوش، پوشش را بهتر می‌کند، گرچه دگرگونی در نوارها همچنان باقی می‌ماند. تطبیق دادن محور جریان ساچمه با محور نوار آلمن مهم است. آزمایشات نشان داده که برای ساخت قطعه ای با تنش فشاری پیوسته می‌تواند در پوشش کمتر از ۵۰٪ نیز ساخته شود ولی هنگامی که پوشش به ۱۰۰٪ نزدیک می‌شود تولید با شکست مواجه می‌شود. بهینه‌سازی میزان پوشش در هنگام فرایند برای تولید قطعات با سطح مطلوب مهم است.
انجمن مهندسان خودرو بین‌المللشامل استانداردهایی برای ساچمه زنی در هوافضا و صنعت‌های دیگر است.

## فرایند و تجهیزات
روش‌های متداول برای راندن ساچمه‌ها شامل سیستم دمش هوا و چرخ‌های دمشی سانتریفیوژی است. در سیستم دمش هوا، ساچمه‌ها با روش‌های مختلفی وارد مسیری از هوای پر فشار می‌شوند، شتاب گرفته و توسط یک نازل به سطح مورد نظر از قطعه پرتاب می‌شوند. چرخ دمشی سانتریفیوژی شامل چرخ‌های پره ای با سرعت بالا است. ساچمه‌ها وارد مرکز چرخ گردان می‌شوند و سپس توسط نیروی سانتریفیوژی (گریز از مرکز) و پره‌ها، به سمت ورودی تنظیم شده دستگاه رانده می‌شوند. روش‌های دیگر شامل ساچمه زنی فراصوتی، ساچمه زنی خیس و ساچمه زنی لیزری (که از ساچمه استفاده نمی‌کند) می‌شود.
ساچمه‌های مورد استفاده می‌تواند شامل ساچمه کروی چدنی، دانه‌های سرامیکی، دانه‌های شیشه ای، سیم برش آماده شده (گرد شده) باشد.سیم برش قابل ترجیح است زیرا شکل کروی اش را هنگام فرود حفظ می‌کند، برخلاف ساچمه چدنی که بعد از ضربه به قطعه‌های تیز تفکیک می‌شود و می‌تواند به قطعه اصلی آسیب بزند. ساچمه سیم برش از نظر زمانی پنج برابر بیشتر از ساچمه چدنی دوام می‌آورد. از آنجاییکه ساچمه زنی نیازمند ساچمه‌های خوب دانه بندی شده با سختی، قطر، و شکل سازگار است، مکانیزم حذف قطعات ساچمه در کل فرایند دلخواه است. تجهیزات موردنیاز که شامل جداکننده‌ها برای پاکسازی و تعمیر ساچمه‌ها و تغذیه‌ها (برای اضافه کردن ساچمه‌های جدید، جایگزین ساچمه‌های آسیب دیده) می‌شود، در دسترس هستند.
سیستم چرخ دمشی شامل مدل‌های چرخش ماهواره ای، قطعات چرخشی خارجی، و بازوهای مکانیکی مختلف می‌باشد. از این سیستم دو مدل مونوریل سقفی و کمربند معکوس موجود می‌باشد. تجهیزات نگه دارنده قطعه کار شامل میزهای چرخان، ربات‌های بارگذاری و تخلیه، و جهنده‌هایی که قطعه کارهای متعدد را نگه می‌دارند. برای قطعه کارهای بزرگتر، از بازوهای مکانیکی استفاده می‌شود تا با حرکت دادن قطعه سطح موردنظر در برابر جریان ساچمه قرار بگیرد.

### ساچمه زنی سیم برش
در ساچمه زنی سیم برش ذرات کوچک توسط جت هوای فشرده به قطعه کار پرتاب می‌شوند. ساچمه زنی سیم برش فرایندی کم هزینه است چرا که ماده اولیه ارزان قیمت می‌باشد. با وجود آنکه که ذرات بریده شده (سیم) به دلیل لبه‌های تیز خود اثر سایندگی بالایی دارند، ساچمه زنی سیم برش، فرایند مطلوبی نیست چرا که لبه‌های تیز آن برای فرایندها از بعضی جهات مناسب نیستند.
ساچمه‌های برشی از سیم‌هایی با کیفیت بالا ساخته شده‌اند که در آن هر ذره طولی تقریباً برابر با قطرش دارد. در صورت نیاز می‌توان ذرات را برای حذف لبه‌های تیزی که در فرایند برش ساخته شده‌اند گرد کرد. با توجه به کاربرد سختی‌های متفاوتی را می‌توان برای ساچمه‌ها به کار برد. هرچه سختی بیشتر باشد دوام ذره‌ها پایین‌تر می‌آید.
کاربردهای دیگر ساچمه‌های سیم برش شامل تمام کاری لرزشی یا غلطکی می‌باشد.

## پوشش
عامل‌های تأثیرگذار بر چگالی پوشش شامل: تعداد ضربه‌ها (جریان ساچمه‌ها)، زمان پرتاب، ویژگی‌های ساچمه (اندازه، ترکیب شیمیایی)، و ویژگی‌های قطعه کار، می‌باشد. فرایند پوشش توسط آزمایش‌های تصویری نظارت می‌شود تا درصد پوشش (۰–۱۰۰٪) به دست آید. پوشش بالای ۱۰۰٪ نمی‌تواند تشخیص داده شود. تعداد هر ضربه منفرد به صورت خطی با جریان پرتاب، منطقه تحت پوشش، و زمان پرتاب رابطه دارد. پوشش به دلیل ذات تصادفی فرایند(نظریه آشوب)، رابطه خطی ای ندارد. وقتی پوشش ۱۰۰ درصدی به دست آمد، هر نقطه مکانی بر روی سطح قطعه کار چندین بار تحت ضربه قرار گرفته‌است. در پوشش ۱۵۰ درصدی ۵ ضربه یا بیشتر در ۵۲ درصد از سطح رخ داده‌است. در پوشش ۲۰۰ درصدی ۵ ضربه یا بیشتر در ۸۴ درصد از سطح رخ داده‌است.
پوشش تحت تأثیر هندسه ساچمه‌ها و ترکیب شیمیایی ساچمه‌ها و قطعه کار می‌باشد. اندازه ساچمه‌ها تعیین می‌کند که چند ضربه در هر پوند وارد شود و از آن جا که ساچمه‌های کوچکتر می‌توانند ضربه‌های بیشتری در هر پوند وارد کنند بنابراین زمان پرتاب کمتری نیاز می‌باشد. ضربه ساچمه‌های نرم به به مواد سخت در مقایسه با ضربه ساچمه‌های سخت به مواد نرم، به زمان پرتاب کمتری برای رسیدن به درصد پوشش مطلوب نیاز دارد (زیرا ساچمه سخت‌تر می‌تواند به عمق بیشتری نفوذ کند و بنابراین تأثیر بیشتری ایجاد کند).
پوشش و شدت (اندازه‌گیری شده توسط نوار آلمن) می‌توانند تأثیر عمیقی بر روی عمر خستگی داشته باشند. این تأثیر می‌تواند بر روی مواد مختلفی که تحت ساچمه زنی مداوم قرار می‌گیرند، مشاهده شود. پوشش و شدت ناقص یا بیش از اندازه می‌تواند منجر به کاهش عمر خستگی شود. ساچمه زنی بیش از حد باعث کار سرد بیش از اندازه بر روی سطع قطعه کار می‌شود، که می‌تواند موجب تولید ترک‌های خستگی شود. هنگام تغییر پارامترهای پوشش و شدت (تغییر در جهت بهبود) باید احتیاط لازم صورت بگیرد مخصوصاً زمانی که موادی با ویژگی‌های متفاوت استفاده می‌شوند (مانند دامنه فلز نرم تا فلز سخت). آزمایش عمر خستگی در دامنه متنوعی از پارامترها، «نقطه مطلوب» را به دست می‌دهد که نزدیک به رشد لگاریتیمی تا قله خستگی می‌باشد (x= شدت ساچمه زنی یا انرژی جریان ساچمه‌ها، y= زمان لازم برای ترک خوردن یا حد خستگی) و هر چه پوشش و شدت بیشتری اعمال شود عمر خستگی به سرعت کاهش می‌یابد. «نقطه مطلوب» به‌طور مستقیم با انرژی جنبشی منتقل شده و ویژگی مواد ساچمه و قطعه کار رابطه دارد.

## تفاوت ساچمه زنی و ساب پاشی
ساب پاشی یک فرایند صنعتی که برای بهبود اجزای سطح استفاده می‌شود. این فرایند بر اساس سایندگی کار می‌کند. جریانی از ذرات ساینده تحت فشار بالا بر روی سطح شلیک می‌شود تا سطح ناهموار را هموار، سطح هموار را ناهموار کرده یا سطح را شکل داده یا آلودگی سطحی را حذف کند. ساب پاشی اغلب برای آماده‌سازی سطح به منظور عملیات بعدی مانند رنگ زنی به جوش‌ها استفاده می‌شود. ساچمه زنی و ساب پاشی از این جهت متفاوت اند که ساچمه زنی با اضافه کردن تنش‌های فشاری ویژگی‌های سطحی مواد را بهبود می‌بخشد.

## فواید
ساچمه زنی موجب بهبود استحکام و مقاومت در برابر خستگی، حتی در قطعه‌هایی با هندسه پیچیده، می‌شود. این فرایند شناخته شده و نسبتاً ارزان است و آزمایش‌ها و کنترل کیفیت‌های قابل توجهی دارد که از اثر گذاریش اطمینان حاصل می‌کند. به علاوه ساچمه‌ها و تجهیزات به‌طور آماده در دسترس هستند. در کنار بهبود ویژگی‌های ماده، ساچمه زنی می‌تواند سطح ریگی تولید کند که در کاربردهای خاص سودمند است.

## محدودیت‌ها
همان‌طور که سطح ریگی تولید شده در فرایند می‌تواند در بعضی کاربردها مفید باشد، می‌تواند در بعضی موارد نیز نامطلوب باشد. ساچمه زنی هم چنین می‌تواند موجب کج شدن قطعه‌های فشرده شود، گرچه اگر ذرات ساچمه ظریف باشند مشکل مهمی نمی‌باشد.

## کاربردها
ساچمه زنی برای چرخ دنده‌ها، بادامک و محور بادامک، رینگ کلاچ، فنرهای لوله ای، میله‌های اتصال، میل لنگ، چرخ دندانه دار، فنر تخت و آویزشی، مته سایشی، و پره‌های توربین استفاده می‌شود. هم چنین ساچمه زنی در ریخته‌گری برای حذف شن، پوسته زدایی و تمام کاری سطح ریخته‌گری شده مانند بدنه موتور و سر سیلندر استفاده می‌شود. پوسته زدایی به این شکل می‌تواند برای ساخت فراورده‌های فولادی مانند تسمه، صفحه، ورقه، مفتول، و میلگرد استفاده شود.
ساچمه زنی یک فرایند ضروری در ساخت فنر است. انواع فنرها مانند فنرهای تخت، فنرهای کششی و فنرهای فشاری. گسترده‌ترین کاربرد ساچمه زنی، به دلیل خستگی سیکلی بالا، برای فنر شیر موتور (فنر فشاری) است. در فنرهای شیر OEM (تولیدکننده اصلی تجهیزات)، طراحی مکانیکی در ترکیب با مقداری ساچمه زنی، طول عمر را اطمینان بخش می‌کند. سازنده‌های اتوموبیل تقاضای خود را به فنر شیر کارآمد با قابلیت تحمل تنش بیشتر (زمانی که موتور می‌چرخد) تغییر داده‌اند. برای فنرهای شیر کارآمد موجود در بازار قطعات یدکی، نیاز به ساچمه زنی چند مرحله ای و کنترل شده یک ضررورت برای قطعه است که بتواند تنش‌های سطحی بالا که بعضی اوقات فراتر از ویژگی‌های ماده است را تحمل کند. عمر خستگی یک فنر کارآمد خاص (NHRA, IHRA) می‌تواند به کوچکی ۲ عبور در ۱/۴ مایل بر روی مسیر قبل از رخ دادن استراحت یا خستگی، باشد.
ساچمه زنی ممکن است برای زیباسازی نیز استفاده شود. ناهمواری در سطح برخاسته از گودی‌های هم پوش موجب پراکندگی نور حین انعکاس می‌شود. چرا که ساچمه زنی به‌طور معمول نسبت به ساب پاشی عوارض سطحی بزرگتری تولید می‌کند در نتیجه اثری عمیق‌تری نیز ایجاد می‌کند.

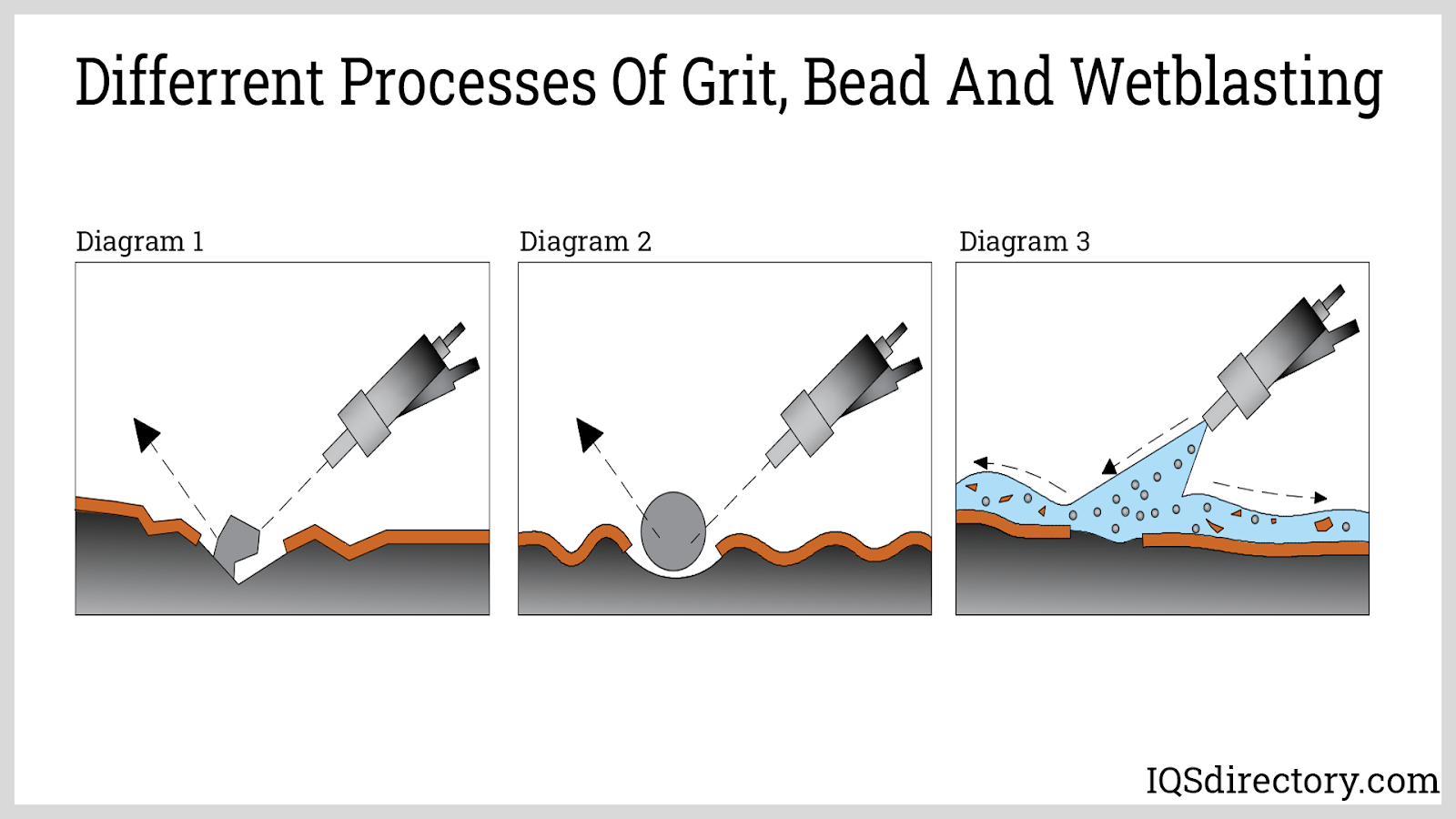

ساچمه زنی و ساب پاشی می‌توانند پوششی از ماده ای دیگر را بر وری سطح قطعه اضافه کنند. ساچمه‌ها یا ذرات شن به درون پودر یا مایعی که شامل ماده پوششی دلخواه است پرتاب می‌شوند و پس از ضربه به سطح، مواد بر روی سطح فرود آمده و پوشش دلخواه را ایجاد می‌کنند. این فرایند برای ایجاد پوشش سرامیکی استفاده می‌شود، گرچه پوشش به جای منسجم بودن تصادفی است. 3M فرایندی را توسعه داده‌است که ذره‌ها هسته آلومینایی و لایه بیرونی سیلیکایی دارند. این فرایند موجب جوش خوردن سیلیکا به سطح می‌شود. فرایندی دیگر با نام آبکاری ساچمه ای توسط ناسا توسعه داده شده‌است. پودرهای ظریف از فلزات یا غیر فلزات توسط دانه‌های شیشه (به عنوان ساچمه) بر روی سطح فلزات آبکاری می‌شوند. این فرایند با اضافه کردن روغن‌های جامد مانند مولیبدن دی سولفید بر روی سطح، توسعه یافته‌است. سرامیک‌های زیست سازگار با این روش بر روی ایمپلت‌های پزشکی کار گذاشته می‌شوند. در آبکاری ساچمه ای مواد پوششی را در حرارت بالا در معرض ضربه ساچمه‌ها قرا می‌دهند. مواد پوششی باید در حالت پودر در دسترس باشند که در نتیجه دامنه مواد قابل استفاده به عنوان پوشش را محدود می‌کند. با غلبه بر مشکلات ناشی از گرما، فرایند پوشش دما-تصادم ملایم (TM-CMC) اجازه استفاده از پلیمرها و آنتی‌بیوتیک‌ها را به عنوان ساچمه‌های پوششی می‌دهد. پوشش به عنوان مخلوط گاز و هوا ظاهر می‌شود که در زمانی برابر با زمان پرتاب ساچمه‌ها به سطح اعمال می‌شود. فرایند TM-CMC هنوز در فاز R&D از توسعه به سر می‌برد.

## تنش پسماند فشاری

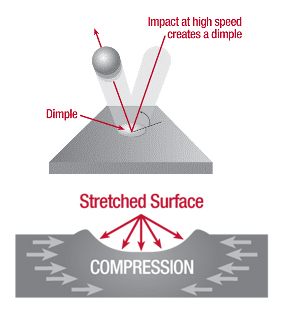
ایجاد تنش پسماند فشاری در سطح قطعه با ساچمه زنی

تنش پسماند فشاری زیر سطحی در یک سطح مقطع با استفاده از تکنیک‌هایی مانند پراش اشعه ایکس و تست سختی سطح مقطع اندازه گزفته می‌شود. محور x همان عمق در واحد mm یا inch است و محور y تنش پسماند فشاری در واحد ksi یا MPa می‌باشد. بیشترین تنش فشاری پسماند در یک سطح مقطع می‌تواند تحت تأثیر عوامل ساچمه زنی مانند: هندسه قطعه، جنس قطعه، جنس ساچمه، کیفیت ساچمه، شدت شلیک ساچمه، و پوشش باشد. به‌طور مثال ساچمه زنی یک فولاد سخت شده با یک فرایند و استفاده از همان فرایند برای قطعه دیگری که سخت نشده‌است می‌تواند منجر به ساچمه خوردگی بیش از حد شود که در نتیجه آن تنش‌های پسماند سطح کاهش می‌یابد ولی تنش‌های زیر سطحی تغییر نمی‌یابند و این مورد مهمی است چرا که بزرگترین تنش‌ها بر روی سطح اتفاق می‌افتند. تنش‌های سطحی کوچکتر می‌تواند با پس پردازش چند مرحله ای با قطرهای مختلف ساچمه‌ها یا پردازش‌های سطحی دیگر که لایه‌هایی با تنش پسماند کوچیکتر را حذف می‌کنند، کاهش یابد.
تنش پسماند فشاری در آلیاژهای فلزی توسط انتقال انرژی جنبشی از اجرام متحرک (ذرات پرتابی یا ساچمه‌های کروی) به سطح فلز با ظرفیت تغییر شکل پلاستیک، تولید می‌شود. تنش پسماند فشاری در سطح مقطع وابسته به چگالی پوشش نیز می‌باشد. مکانیزم برخورد درگیر ویژگی‌هایی چون سختی ساچمه، شکل و ساختار می‌باشد هم چنان‌که درگیر ویژگی‌های قطعه کار نیز هست. عوامل مؤثر برای توسعه فرایند و کنترل انرژی جنبشی انتقالی شامل: سرعت پرتاب (سرعت چرخ یا فشار هوا/طراحی نازل)، جرم ساچمه، ترکیب شیمیایی ساچمه، زاویه ضربه و ویژگی‌های قطعه کار، می‌باشند. به‌طور مثال: اگر شما نیاز به تنش پسماند بسیار بالایی داشته باشید می‌توانید از ساچمه‌های سیم برش با قطرهای بزرگتر، فرایند با شدت بالا، پرتاب مستقیم به سطح، و جنس قطعه کار بسیار سخت استفاده کنید.